# ژنوی ناجی
ژنوی ناجی (به انگلیسی: Genevieve Nnaji) (زاده ۳ مهٔ ۱۹۷۹) بازیگر نیجریه‌ای است.
از کارهای معروف او می‌توان به بازی در فیلم شیردل (۲۰۱۸) و مزرعه‌داری (۲۰۱۹) اشاره کرد.